# Afinsa
Afinsa era a terceira maior empresa mundial de activos não financeiros, por de trás da Sotheby's e da Christie's. Foi fundada em 1980 pelo português Albertino de Figueiredo. Operava em diversos mercados europeus, asiáticos e nos Estados Unidos. Tinha filiais em diversas cidades incluindo Barcelona, Vigo, Valladolid, Lisboa, Londres e Paris.
A Afinsa definia-se a si própria como um grupo empresarial no mercado de bens tangíveis -arte, filatelia, numismática e antiguidades-, tanto ao nível do coleccionismo como do investimento e operava em Espanha havia 27 anos.
No final de 2004 a Afinsa possuía cem escritórios, 2600 empregados e cerca de 143 mil clientes. A sua facturação nesse ano foi de 542 milhões de euros e os lucros foram de 51 milhões de euros.

## Empresas participadas
No âmbito do coleccionismo, a Afinsa opera internacionalmente com participações significativas em diferentes companhias. Entre estas destaca-se o Grupo Escala, no qual possui uma participação de 68%, e cujas acções estavam cotadas no NASDAQ até ter sido expulso a 10 de Janeiro de 2007.
Na sua vertente de investimento, dedicada a facilitar aos clientes a compra e venda de bens para investimento, a Afinsa está presente em Espanha através da Afinsa Sistemas de Inversión e da Afinsa Online e em Portugal através Afinsa Investimentos.

### Catálogos editados
A Afinsa comprou em 1998 a editora Domfil Catálogos Temáticos Internacionales S.L.. A Domfil publica catálogos filatélicos bilingues, em espanhol e em inglês, e os temas vão desde o automobilismo ao xadrez.
A Publiafinsa, propriedade da Afinsa e entretanto extinta, editava a Crónica Filatélica e a Crónica Numismática. Segundo o Ministério Fiscal de Espanha, as revistas eram editadas com o único objectivo de vender imagem, não tendo rentabilidade própria.
Segundo o Ministério Fiscal de Espanha, a Afinsa comprou secretamente, em Junho de 2003, o catálogo Brookman por 650 mil dólares e apresentava-o como "prestigioso e independente".

## Alegações de fraude
Em 9 de Maio de 2006, a Afinsa Bienes Tangibles e o Fórum Filatélico foram investigados judicialmente sob a acusação de fraude fiscal, branqueamento de capitais e insolvência punível, entre outros delitos envolvendo as poupanças de mais de 350 000 investidores privados em Espanha 
. A Procuradoria Anti-Corrupção espanhola avalia a alegada burla da Afinsa em 1 100 milhões de euros, uma das maiores nos últimos 25 anos. Os escritórios da Afinsa em Madrid foram revistados por polícias armados de metralhadoras que levaram documentos e computadores e que fecharam a sede ficando a empresa sob administração judicial. Foram detidas cinco pessoas da Afinsa incluindo o fundador Albertino de Figueiredo e um dos seus filhos Carlos Figueiredo Escribá. A companhia publicou uma nota no seu website tranquilizando os seus clientes e empregados dizendo que estava a cooperar com as autoridades para provar a sua inocência.
A companhia foi acusada de operar um esquema de Ponzi usando o dinheiro dos novos investidores para pagar os lucros dos antigos e de empolar o valor dos seus activos filatélicos. Muitos dos mais de 143 000 investidores da Afinsa (valores de 2004) eram pensionistas que acharam mais atractivo investir as suas poupanças em selos raros e ganhar um lucro garantido de 6% ao ano do que as colocar em depósitos a prazo que pagavam um juro muito menor.
A Afinsa não é uma instituição financeira, i.e. uma instituição que aconselha os seus clientes como investir o seu dinheiro. Tal como o investimento em acções, o investimento em bens tangíveis não está protegido por um fundo de garantia pela lei espanhola (disponível somente para as instituições financeiras registadas, o que permitiu que as vítimas dos escandalos do Banesto e da Gescartera recuperassem uma pequena parte de seus investimentos). Estes investimentos são regulados pelos governos regionais  e não pela Comisión Nacional del Mercado de Valores. Os clientes da Afinsa afectados por esta situação formaram diversas associações para defenderem os seus direitos, assim como os clientes do Forum  Filatélico.

## Afinsa, um ano depois
Passado um ano, a Afinsa continua a ser investigada pelas justiças espanhola e portuguesa, sabe-se agora que foram lesados 195 000 clientes e que o buraco financeiro ultrapassa os 1823 milhões de euros. Conhece-se melhor o mecanismo usado pela empresa para burlar os seus clientes. Esta comprou secretamente em Junho de 2003 o catálogo Brookman por 650 000 dólares, que apresentava como "prestigioso e independente". A Afinsa decidia que material devia ser catalogado assim como o seu valor. Segundo a Procuradoria Anti-Corrupção espanhola a empresa comprava os selos ao grupo Escala, na qual detinha uma participação directa e indirecta superior a 67%, a um preço de 10 a 15% do valor que logo de seguida fixavam no catálogo Brookman, o qual era o preço de venda dos selos aos clientes.